# Hwang Jang-yop

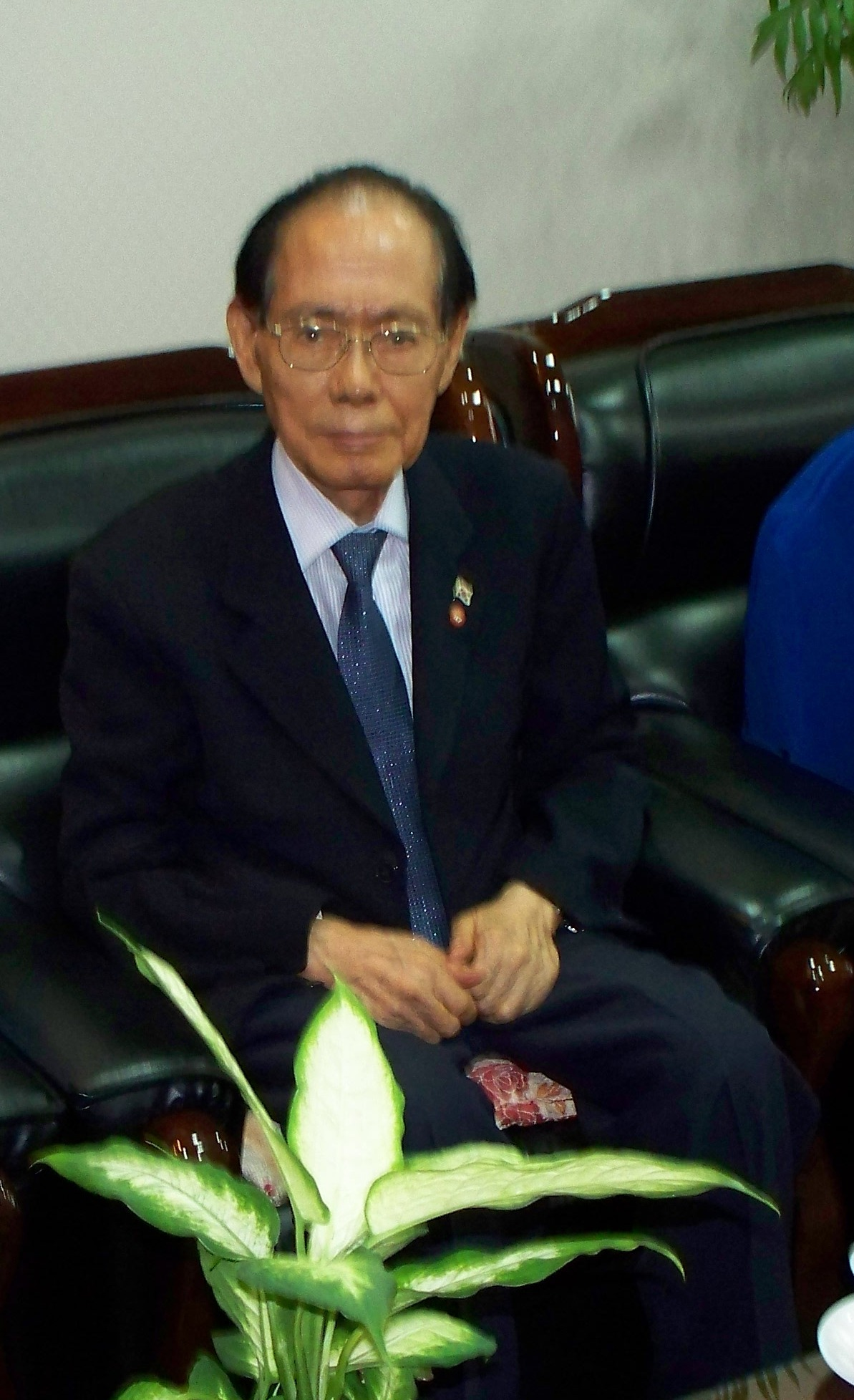
Hwang Jang-yop im Jahr 2009

Hwang Jang-yop (* 17. Februar 1923 in Kangdong, heute Teil des Stadtkreises Pjöngjang; † 10. Oktober 2010 in Seoul, Südkorea) war ein Funktionär der nordkoreanischen Partei der Arbeit Koreas, bis er 1997 nach Südkorea floh. Er ist der ranghöchste Nordkoreaner, der bisher nach Südkorea geflohen ist.

## Parteikarriere
Hwang Jang-yop besuchte noch in der Zeit, in der Korea eine Provinz Japans war, eine Wirtschaftsoberschule in Heijō, die er 1941 abschloss. Danach begann er ein Jurastudium in Tokio, das er jedoch nach zwei Jahren abbrach, und arbeitete als Mathematiklehrer an seiner ehemaligen Schule. Im November 1946 wurde er Mitglied der Partei der Arbeit Koreas (PdAK). Von Oktober 1949 bis November 1953 studierte er an der Universität Moskau und wurde danach Hauptdozent für Philosophie an der Kim-Il-sung-Universität in Pjöngjang. Ab Januar 1958 war er beim Generalsekretariat der PdAK tätig. Im April 1965 wurde er Präsident der Kim-il-sung-Universität. Von 1972 bis 1983 war er Vorsitzender der Obersten Volksversammlung. Im Oktober 1979 wurde er Sekretär der PdAK für Wissenschaft und Bildung sowie Leiter des Instituts zur Erforschung der Chuch’e-Ideologie. Ab April 1984 bis zu seiner Flucht war er Sekretär der PdAK für Außenpolitik. Ab 1988 war er auch Leiter des Forschungsinstituts für Parteigeschichte. Im Dezember 1993 wurde er Vorsitzender des Ausschusses für Außenpolitik der Obersten Volksversammlung. Ab 1995 bis zu seiner Flucht war Hwang Vorsitzender der Internationalen Stiftung für die Chuch’e-Ideologie.
Hwang war maßgeblich an der Entwicklung und Propagierung der Chuch’e-Ideologie beteiligt. Er galt als Chefideologe Nordkoreas.

## Flucht
1997 kehrte Hwang Jang-yop von einer Reise nach Tokio nicht mehr nach Nordkorea zurück. Am 12. Februar 1997 suchte er gemeinsam mit Kim Dok-hong, der ihn auf der Reise begleitet hatte, in der Konsularabteilung der südkoreanischen Botschaft in Peking um politisches Asyl an. Beide blieben etwa einen Monat in der Botschaft, wurden schließlich auf die Philippinen gebracht, von wo aus sie, nach einem weiteren Monat, mit einer Sondermaschine nach Südkorea gebracht wurden. Nach ihrer Ankunft wurden Hwang und Kim vom südkoreanischen Geheimdienst zu militärischen und anderen Themen befragt. Am 10. Juli hielten sie eine Pressekonferenz ab, in der sie über die Gründe für ihre Flucht und ihre Sicht auf die innerkoreanischen Beziehungen und den nordkoreanischen Staat sprachen. Hwang lebte seit seiner Flucht bis zu seinem Tod in einer durch staatliche Stellen zur Verfügung gestellten und gesicherten Wohnung.

## Privates
Hwang Jang-yop war mit Pak Sung-ok, einer ehemaligen Mitarbeiterin beim Verlag für fremdsprachige Literatur Pjöngjang, verheiratet. Er hatte sie während des Studiums in Moskau kennengelernt. Sie hatten drei Töchter und einen Sohn.